# Молтаево (озеро)
Молтаево — озеро в Алапаевском районе Свердловской области России. Расположено на высоте 199 м над уровнем моря. Средняя глубина озера 1,1 м. Площадь поверхности — 2,24 км².

## Описание
На берегу озера расположены село Молтаево и деревня Маёвка, а также курорт «Озеро Молтаево». В Молтаево с северо-востока впадает ручей Исток. Озеро имеет округлую форму, слегка вытянуто с северо-востока на юго-запад. Берега пологие, западный заболочен, северный и южный поросли еловым лесом.
Водное питание озера осуществляется осадками и за счёт разгрузки подземных вод.
Название озера происходит от тюркского антропонима Молтай или Малтай.

## Сапропели
В озере содержатся значительные запасы сапропелей мощностью свыше 4,6 м и объёмом 8000 тонн. Их залежи представлены четырьмя слоями. Водянистый первый слой оливково-серого цвета наполнен органическими веществами. Средние белый и розовый слои имеют студневидную консистенцию, нижний — глинистый, темно-оливкового цвета. Для лечения применяется только верхний слой, используется в качестве наружных аппликаций, оказывает противовоспалительное, рассасывающее, регенеративное и болеутоляющее воздействие.
В 1945 году на озере была организована колхозная грязелечебница. В 1950 году на северном берегу озера был построен санаторий для лечения сапропелем, рассчитанный на 350 мест. В 1984 он был закрыт на реконструкцию и с тех пор заброшен.